# Quang Minh (biên tập viên)
Lê Quang Minh (sinh ngày 30 tháng 7 năm 1976 tại Nghệ An) là nam phóng viên, biên tập viên, MC người Việt Nam. Anh được biết đến nhiều nhất với vai trò là người dẫn chương trình Thời sự của VTV từ những năm 2000 đến năm 2015 và do đó, anh được khán giả đặt cho biệt danh "người đàn ông thời sự". Anh từng được đề cử giải Biên tập viên lên hình ấn tượng của VTV Awards năm 2014.
Từ năm 2017, anh chuyển công tác sang Trung tâm Tin tức VTV24, sau là Trung tâm Sản xuất và Phát triển nội dung số (VTV Digital).
Tháng 11 năm 2021, anh được bổ nhiệm giữ chức Tổng Giám đốc Kênh Truyền hình Quốc hội Việt Nam.

## Thời trẻ
Anh sinh ra tại xóm Đa Lộc, xã Nam Kim, huyện Nam Đàn, tỉnh Nghệ An. Anh tốt nghiệp Học viện Ngoại giao năm 1998.

## Sự nghiệp
Quang Minh bắt đầu làm việc tại Đài Truyền hình Việt Nam từ giữa năm 1999, với vị trí đầu tiên là người dẫn chương trình bản tin thể thao. Một thời gian sau, anh được phân công dẫn dắt chương trình Chào buổi sáng, sau đó là bản tin thời sự tối của đài. Đến tháng 12 năm 2014, anh ngừng dẫn bản tin Thời sự 19h để chuyển sang phụ trách mục Vấn đề hôm nay trên VTV1. Quang Minh chuyển công tác sang Trung tâm tin tức VTV24 từ ngày 18/4/2017 khi làm giám đốc ở đó (đổi tên thành Trung tâm Sản xuất và Phát triển Nội dung số - VTV Digital từ năm 2020), kể từ đây anh chính thức chuyển sang vai trò quản lý truyền hình.
Ngày 5 tháng 11 năm 2021, anh rời VTV để đầu quân cho Kênh Truyền hình Quốc hội Việt Nam với vai trò Tổng giám đốc, do sự bổ nhiệm của Chủ nhiệm Văn phòng Quốc hội Bùi Văn Cường.

## Các chương trình đã dẫn
- Thời sự 19h - VTV1
- Hội nhập - VTV1
- Hồ sơ - VTV1
- Đối thoại chính sách - VTV1
- Vấn đề hôm nay - VTV1

## Đời tư
Quang Minh đã kết hôn 2 lần. Người vợ đầu tiên là Kiều Ly (sinh năm 1982), đã ly hôn vào tháng 4 năm 2017. Tháng 9 cùng năm, anh kết hôn với người vợ thứ 2 là Linh Lê, một nữ nhà văn sinh năm 1986.

## Giải thưởng và đề cử
- Người dẫn chương trình truyền hình được yêu thích nhất năm 2008[cần dẫn nguồn]
- Người dẫn chương trình thời sự, chính luận được bạn đọc Tạp chí truyền hình yêu thích năm 2009[cần dẫn nguồn]
- Biên tập viên lên hình ấn tượng của VTV Awards năm 2014